# Scotland (Connecticut)
Scotland – miasto w Stanach Zjednoczonych, w stanie Connecticut, w hrabstwie Windham.